# Seilhan
Seilhan település Franciaországban, Haute-Garonne megyében. Lakosainak száma 209 fő (2022. január 1.). Seilhan Tibiran-Jaunac, Gourdan-Polignan, Huos és Labroquère községekkel határos.

## Népesség
A település népessége az elmúlt években az alábbi módon változott:
| Lakosok száma | 202  | 182  | 188  | 202  | 201  | 203  | 207  | 210  | 209  | 209  |
|               | 1968 | 1982 | 1990 | 2006 | 2013 | 2015 | 2017 | 2019 | 2020 | 2022 |